# Lututów (gmina)
Lututów est une gmina rurale du powiat de Wieruszów, Łódź, dans le centre de la Pologne. Son siège est le village de Lututów, qui se situe environ 22 km à l'est de Wieruszów et 85 km au sud-ouest de la capitale régionale Łódź.
La gmina couvre une superficie de 75,13 km2 pour une population de 4 751 habitants.

## Géographie
La gmina inclut les villages d'Augustynów, Bielawy, Brzozowiec, Chojny, Dębina, Dobrosław, Dobrosław-Kolonia, Dymki, Hipolity, Huta, Janusz, Jeżopole, Józefina, Kijanice, Kłoniczki, Kluski, Knapy, Kopaniny, Kornelin, Kozub, Łęki Duże, Łęki Małe, Lututów, Niemojew, Ostrycharze, Piaski, Piaski-Młynek, Popielina, Popielina-Towarzystwo, Świątkowice, Swoboda, Walknówek, Wiry, Żmuda et Zygmuntów.
La gmina borde les gminy de Biała, Czarnożyły, Galewice, Klonowa, Ostrówek, Sokolniki et Złoczew.